# Darrah (Alabama)
Darrah önkormányzat nélküli település az USA Alabama államában, Hale megyében. 